# Парк Пљакин шанац
Пљакин шанац јавни је градски парк у Краљеву. Налази се на улазу у градско насеље, са десне стране Ибарског моста.

## Настанак
Током борби за ослобођење Карановца од турске владавине, тадашње насеље које се налазило у Сијаћем пољу поред Ибра, спаљено је од Карађорђевих устаника. Након Петровдана 1805. године, први заповедник Карановца, Радич Петровић, започео је радове на подизању одбрамбеног шанца на платоу изнад некадашњег насеља. Око шанца су недуго затим саграђене и прве куће Срба који су живели у турском делу Карановца, као и досељеника у тек ослобођено насеље. Радове на шанцу наредне године је наставио Антоније Ристић, зет Карађорђев, који је после Боја на Руднику добио надимак Пљака, ранивши дахију хаџи-башу Пљакића. Тај део Краљева по њему је назван Пљакин шанац. Антоније Ристић Пљакић у шанцу је имао кућу, у којој је живео до слома Првог српског устанка. Касније је живео на простору Аустријског царства, а затим и Руске Империје, а преминио на свом повратку у Србију, 1932. године. Варош подигнуту у шанцу и наспрам њега, Турци су спалили након пропасти Првог српског успатка. По коначном одласку Турака са простора Карановца, насеље почело да се шири ка западу. Поводом једног и по века од подизања Првог српског устанка, у Пљакином шанцу су 1954. постављене бисте Антонију Ристићу Пљакићу, као и устанику Јовану Курсули.

## Контроверзе
Парк се дуго налазио у запуштеном стању, без редовног одржавања и одговарајуће ноћне расвете. Један од проблема којим су пролазници били погођени представљали су напади паса луталица, због којих је град био принуђен да плаћа обештећења повређеним особама. Такође, исти проблем био је предмет петиције, коју су потписали родитељи чија су деца време проводила у обданишту смештеном у парку. Програмом уређивања грађевинског земљишта, из градског буџета је извдојено 8 милиона динара за ту сврху, а парк је обновљен у првој половини друге деценије 21. века. Парк је 2016. претрпео штету у којој је уништен један од камених столова постављених приликом реконструкције. Иако су 1954. у парку постављене бисте Антонију Ристићу Пљакићу и Јовану Курсули, Радич Петровић, ког су Турци заробили и погубили 1916. године, своју бисту није добио. Чесма у парку придобијена је донацијом, након разорног земљотреса, који је Краљево погодио у новембру 2010. Дечје игралиште у парку вандализовано је 2019. године. Биста Јована Курсуле оштећена је на крају 2022. када је насилно скинута с постамента.